# هيلين لوتشهيد
البروفيسورة هيلين لوتشهيد (بالإنجليزية: Helen Lochhead)‏ وهي معمارية أسترالية وعميدة لكلية البيئة في نيو ساوث ويلز، سيدني.

## حياتها
تخرجت هيلين لوتشهيد من جامعة سيدني وحصلت على البكالوريوس في الهندسة المعمارية. كما حصلت على درجة الماجستير في العلوم (الهندسة المعمارية والتصميم الحضري) من كلية الدراسات العليا في العمارة والتخطيط والحفظ في كولومبيا. هي مهندسة معمارية مسجلة ومهندسة تخطيط.
تتمتع هيلين لوتشهيد بخبرة تزيد عن 20 عامًا في الإدارة العليا وخبرة في تنفيذ المشاريع في كل من القطاعين الخاص والعام في أستراليا والولايات المتحدة. وقد ركزت مسيرتها المهنية على تأسيس المشاريع العمرانية الكبيرة المعقدة وتخطيطها وتصميمها وتقديمها.
في عام 2013 ، تم منح لوتشهيد جائزة ماريون ماهوني جريفين المرموقة. حيث قيل عن لوتشهيد بأن لديها خبرة لأكثر من عشرين عامًا من مجال التصميم العام في أستراليا. عملت هيلين بلا كلل من أجل تحقيق التميز في التصميم في القطاع العام الذي يعمل في مشاريع التصميم المعماري والحضري وتصميم المناظر الطبيعية. ومن خلال دورها في اللجان، وتصميم لوحات المراجعة وهيئات التحكيم المنافسة، ومن داخل المجلس المحلي والوكالات الحكومية التابعة للدولة، عملت بشكل حازم، تمكنت من تخليص نفسها من الجمود الإجرائي والصعوبات اليومية للعمل في البيروقراطية لجعل جودة التصميم عالية في مشاريع الأشغال الرأسمالية الكبرى. قبل قبولها الإعارة كمديرة للتطورات الإستراتيجية في هيئة ميناء سيدني البحري (SHFA) ، دافعت هيلين عن ترقية النساء المعماريّات ضمن مكتب محاسبة الحكومة، ولعبت دورًا مهمًا في إرشاد الخريجين. كما درست في ثلاث من جامعات سيدني وكانت أستاذة مساعدة في جامعة سيدني ، قبل تعيينها الحالي.
وقد فازت لوتشهيد بالعديد من الجوائز على مساهماتها في المهنة، بما في ذلك جائزة ماريون ماهوني جريفين 2013 ، وزميل لينكولن / لوب 2013–14 في كلية الدراسات العليا للتصميم في جامعة هارفارد ومعهد لينكولن لسياسة الأراضي.
درست لوتشهيد استراتيجيات التصميم والسياسة والحوكمة حتى يمكنها توفير مدن ساحلية أكثر استدامة للمناخ.

## عملها
كانت لوتشهيد مديرة لمشاريع هيلين لوخهيد الحضرية (1996-2006) حيث قامت بإعداد الخطط الرئيسية وخطط التحكم التنموية (DCPs) بما في ذلك مستشفى روزيل وخطط مستشفى جاديسفيل الرئيسية ومركز روس هيل تاون وماسكوت ستيشن بريكينكت ومشاريع المجال العام ووحدات متعددة في مشاريع الإسكان.
من 2004 إلى 2007 كانت مديرة تنفيذية في هيئة سيدني الأولمبية. وأصبحت لوتشهيد نائبة في مكتب المهندس المعماري للحكومة في نيو ساوث ويلز عام 2007.
في عام 2012-2013 ، كانت لوشهيد مديرة تنفيذية للتطوير في هيئة ميناء سيدني. تم منح لوتشهيد في عام 2014 زمالة لينكولن / لوب في كلية الدراسات العليا للتصميم في جامعة هارفارد ومعهد لينكن لسياسة الأراضي وزميلة في بوغلياسكو في عام 2015.

## دراستها
درست هيلين لوتشهيد وعملت في أستراليا والولايات المتحدة. 

## الجوائز التي حصلت عليها
- 2015: زمالة بوغلياسكو، مؤسسة بوغلياسكو، إيطاليا
- 2015: جائزة الرؤساء من AIA للمساهمة في تصميم البيئة المبنية في سيدني ، تصميم التعليم والمهنة
- 2013 زميلة في لوب، كلية الدراسات العليا للتصميم بجامعة هارفارد
- 2013 زمالة لينكولن، معهد لينكولن لسياسة الأراضي، كامبريدج
- 2013: جائزة AIA ماريون ماهوني جريفين 2013
- 2011: جائزة AILA الوطنية للقيادة في التكيف مع تغير المناخ وتعزيز المستوطنات الأسترالية المستدامة (مع OEH)
- 2010: زمالة وينستون تشرشل
- 2009: جائزة الرابطة الوطنية للمرأة للقيادة في صناعة البناء والتشييد
- 1996: الفائز في مسابقة Landcom Design
- 1995: جائزة الدراسات العليا الأسترالية
- 1993: جائزة RAIA الاستحقاق للتصميم الحضري
- 1991: منحة بيرا هادلي السياحية، مجلس المهندسين المعماريين
- 1986: منحة وليام كين، جامعة كولومبيا، نيويورك
- 1985: منحة جامعة هيدجليت بيكيست للسفر

## للمزيد من القراءة
- 2013 Marion Mahony Griffin Prize, Australian Institute of Architects
- The Design Dividend, presentation by Helen Lochhead, Lincoln Institute of Land Policy